# TKO Gateway
22°19′03″N 114°15′53″E / 22.31738°N 114.26461°E

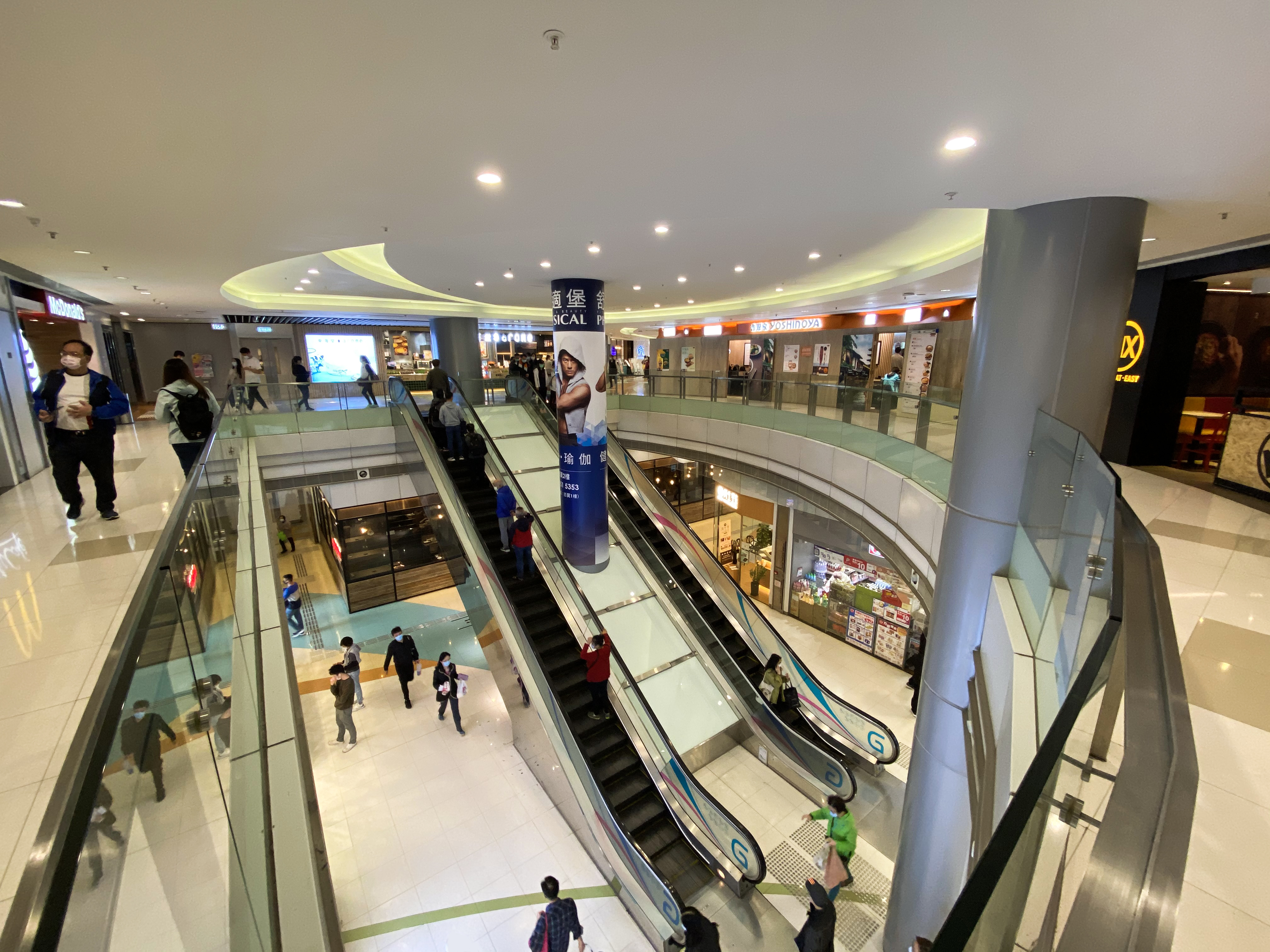
TKO Gateway西翼中庭

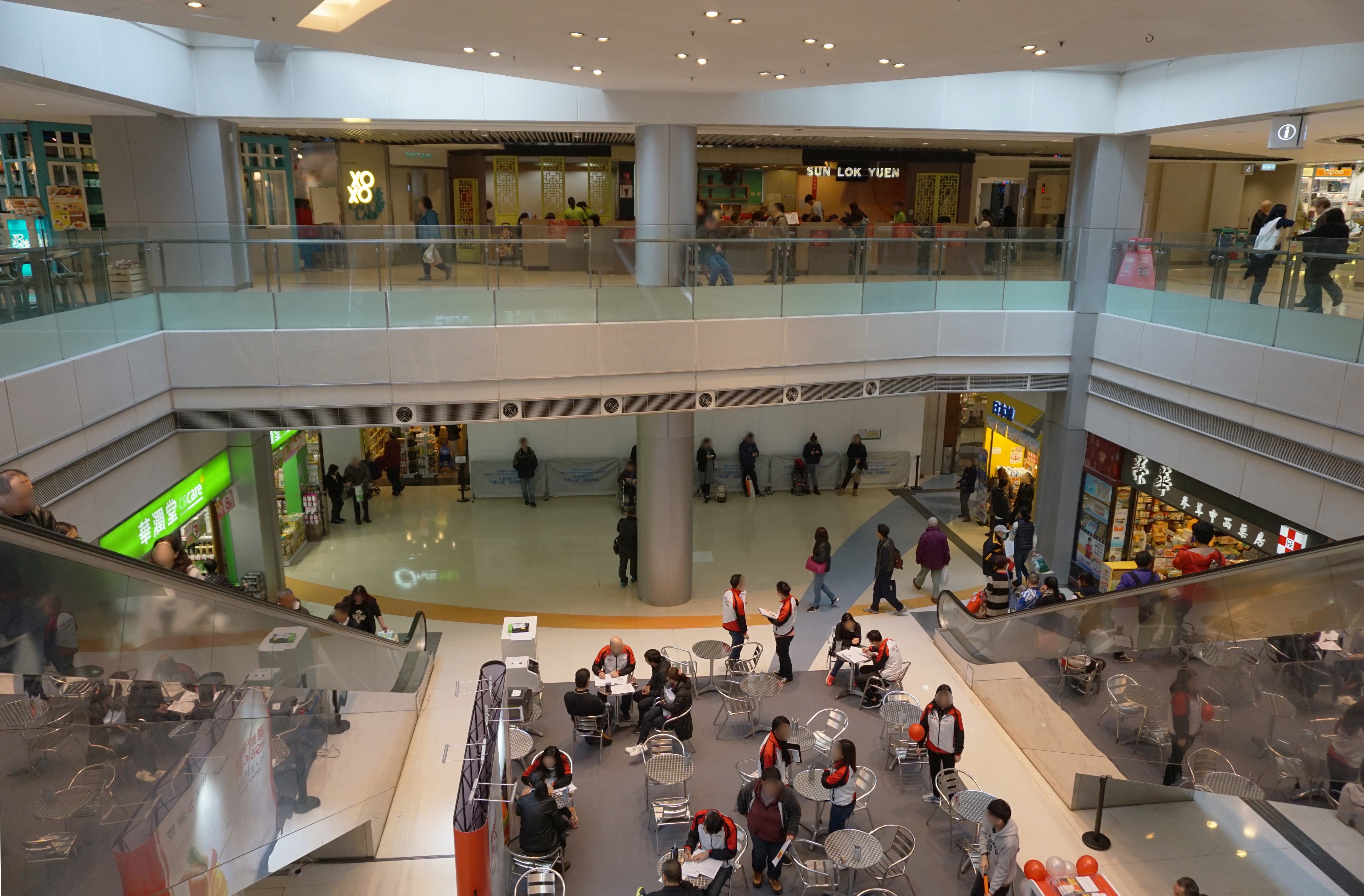
TKO Gateway東翼中庭

TKO Gateway（前稱厚德商場）是香港的一個公共屋邨商場，位於新界西貢坑口重華路，鄰近港鐵將軍澳綫坑口站，為厚德邨的附屬商場。商場於1994年落成，原為香港房屋委員會旗下商場，現為領展（港交所：0823）旗下。
TKO Gateway 分為東翼及西翼，共有4個樓層，可出租面積為14,800平方米，附設有停車場623個車位及位於商場地下的TKO街市（前厚德街市）。商場設行人天橋連接東港城。
2013年3月1日，領展從包租商手中取回TKO街市經營權並直接營運。

## 商場與周邊環境
TKO Gateway與位於坑口中心地帶，並與另一大型商場東港城相隔着重華路，以天橋與東港城和港鐵公司旗下的連理街（蔚藍灣畔基座商場）相連，沿着天橋系統更可前往坑口其他商場，形成一個以天橋貫通的購物圈。此外各商場樓上皆為密度甚高的大型住宅物業，加上接連港鐵站，故此人流較高，且非常集中。TKO Gateway更曾經為領展旗下「表現最好的商場」之一，是領展幾個重點發展商場之一。
TKO Gateway亦因鄰近商場東港城的租金而較昂貴，而不少連鎖食肆選擇在商場開業。而由於領展接手後進行改革，以引入大型連鎖店來提升競爭力，增加租金收益，當中包括消費較高的星巴克咖啡店、百佳咖啡餐廳（Pokka Cafe）和元氣壽司等，據統計東翼的連鎖店比例就高達93%。2007年中，連接前厚德商場兩翼的天橋的舊式商鋪已不獲續租，全數結業。前厚德商場西翼的舊式商鋪大部份已不獲續租，二樓商鋪於2008年4月結業。民間組織領匯監察就批評領展藉詞重新發展、改善商場，另一方面卻以加租的手段企圖令小商戶被迫搬遷或結束營業，例子見領展拒絕承諾目前的商舖可在商場翻新工程後繼續經營。

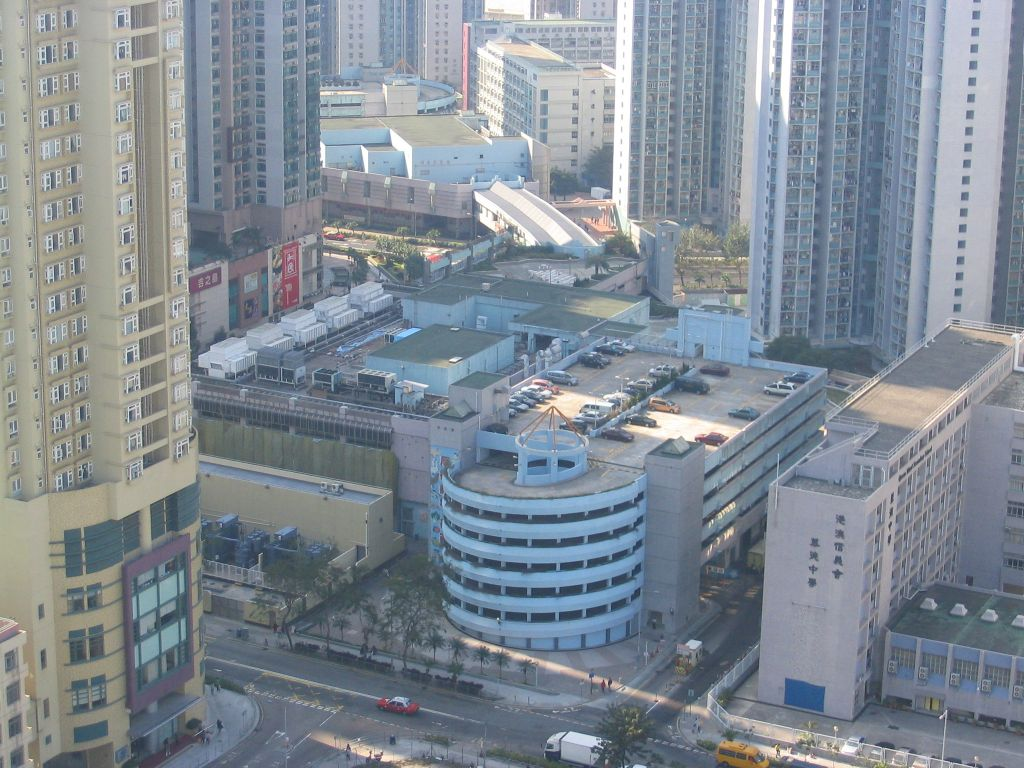
俯瞰前厚德商場（2006年）
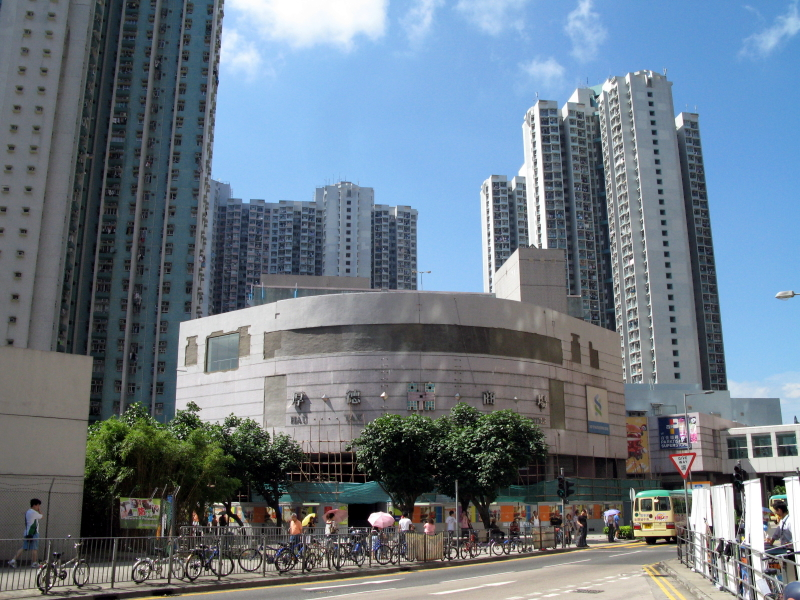
前厚德商場西翼外貌（2007年）
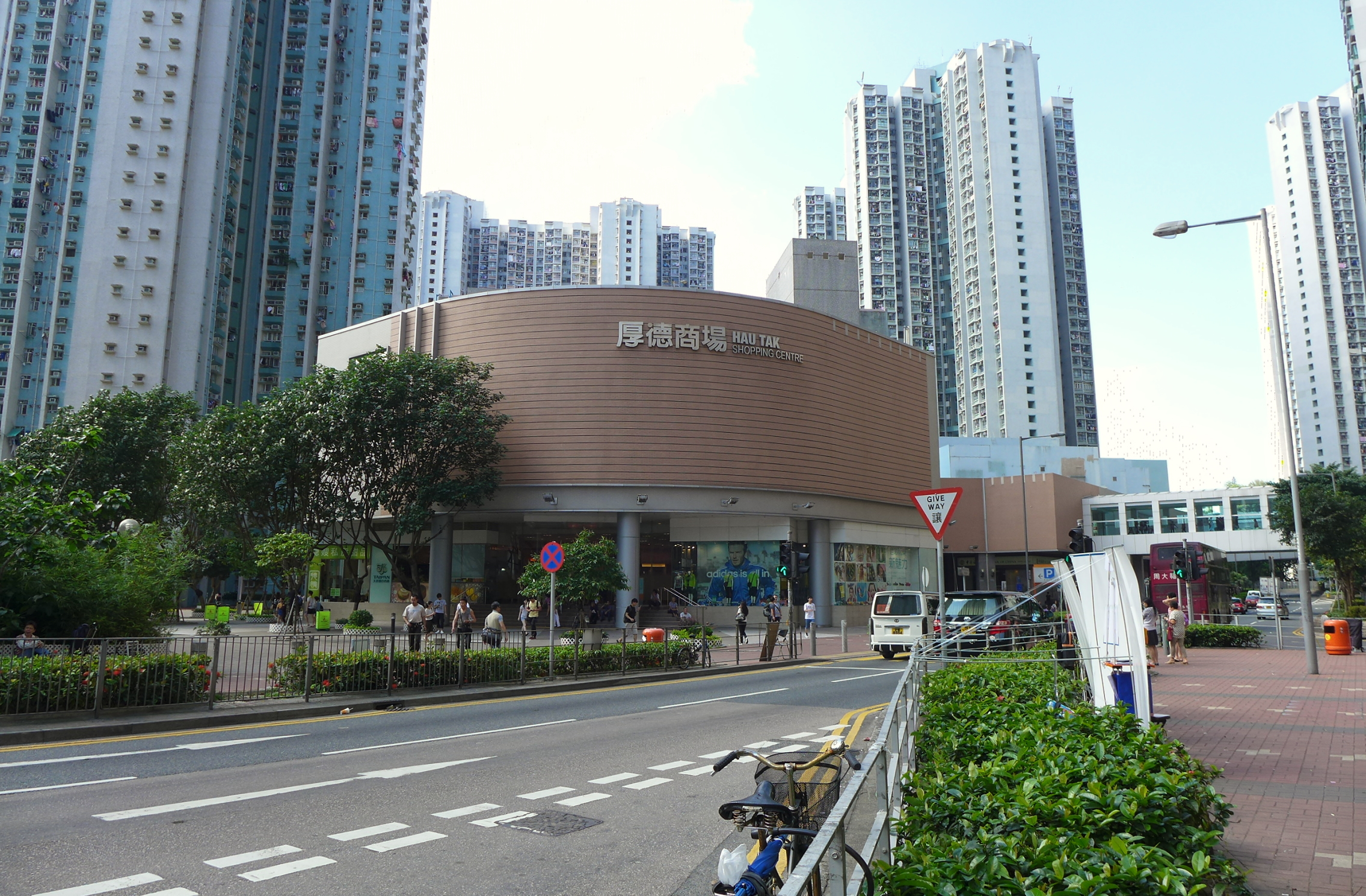
前厚德商場西翼外貌（2014年）
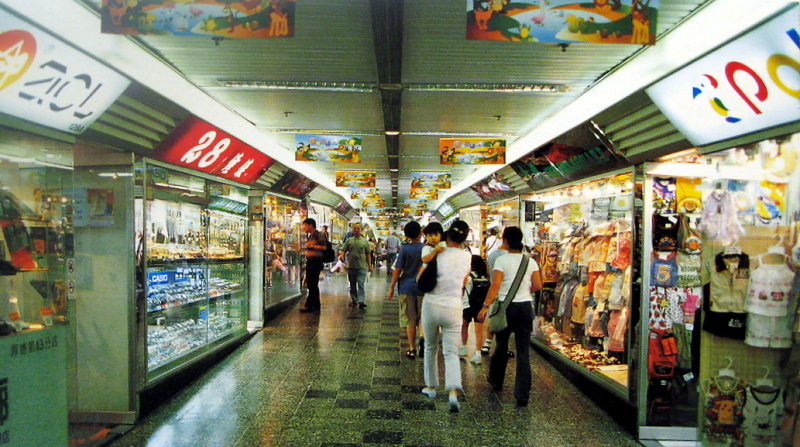
前厚德商場連接東西翼的一樓天橋舊貌（2000年）
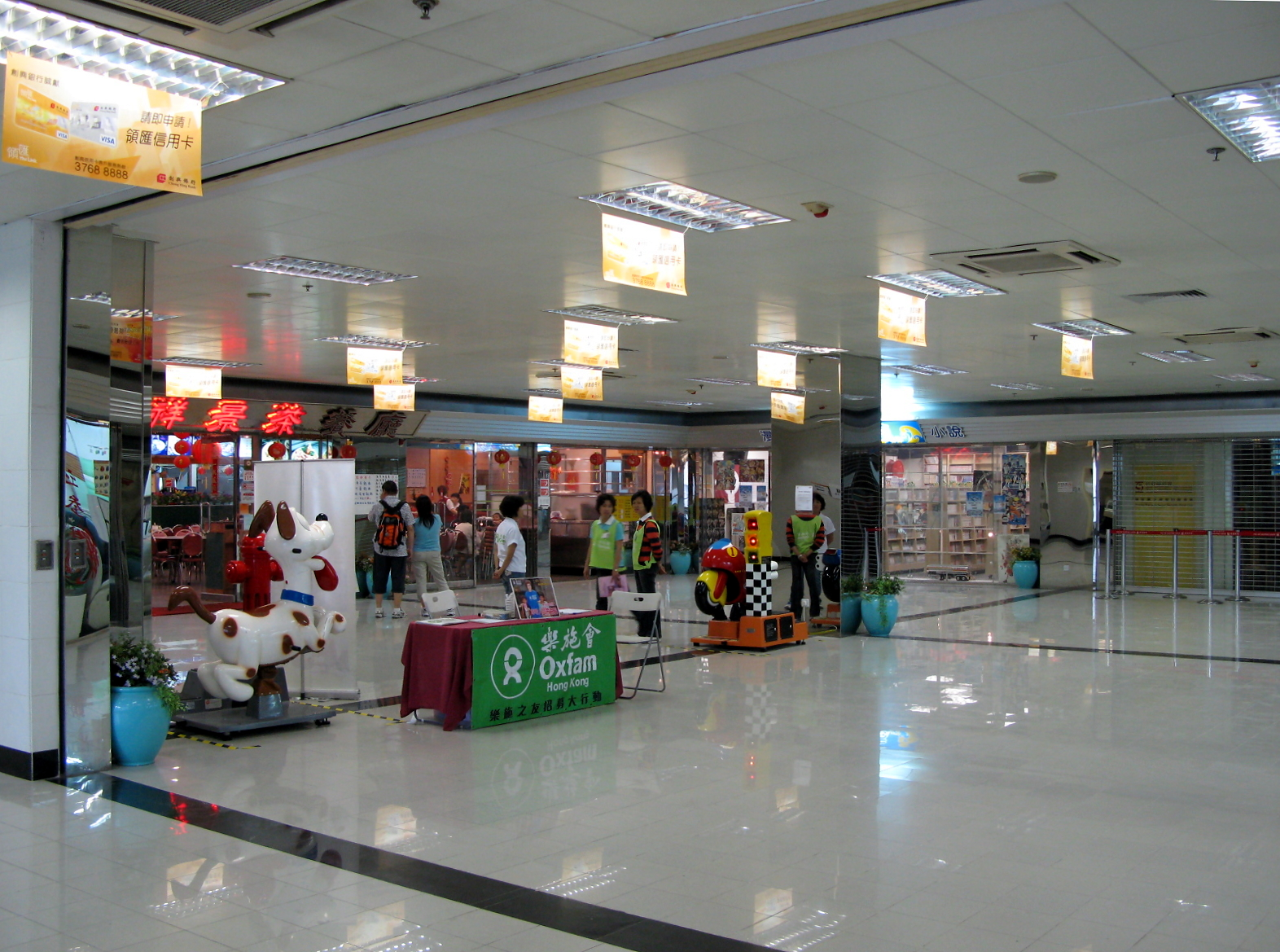
翻新前的前厚德商場西翼二樓（2008年）
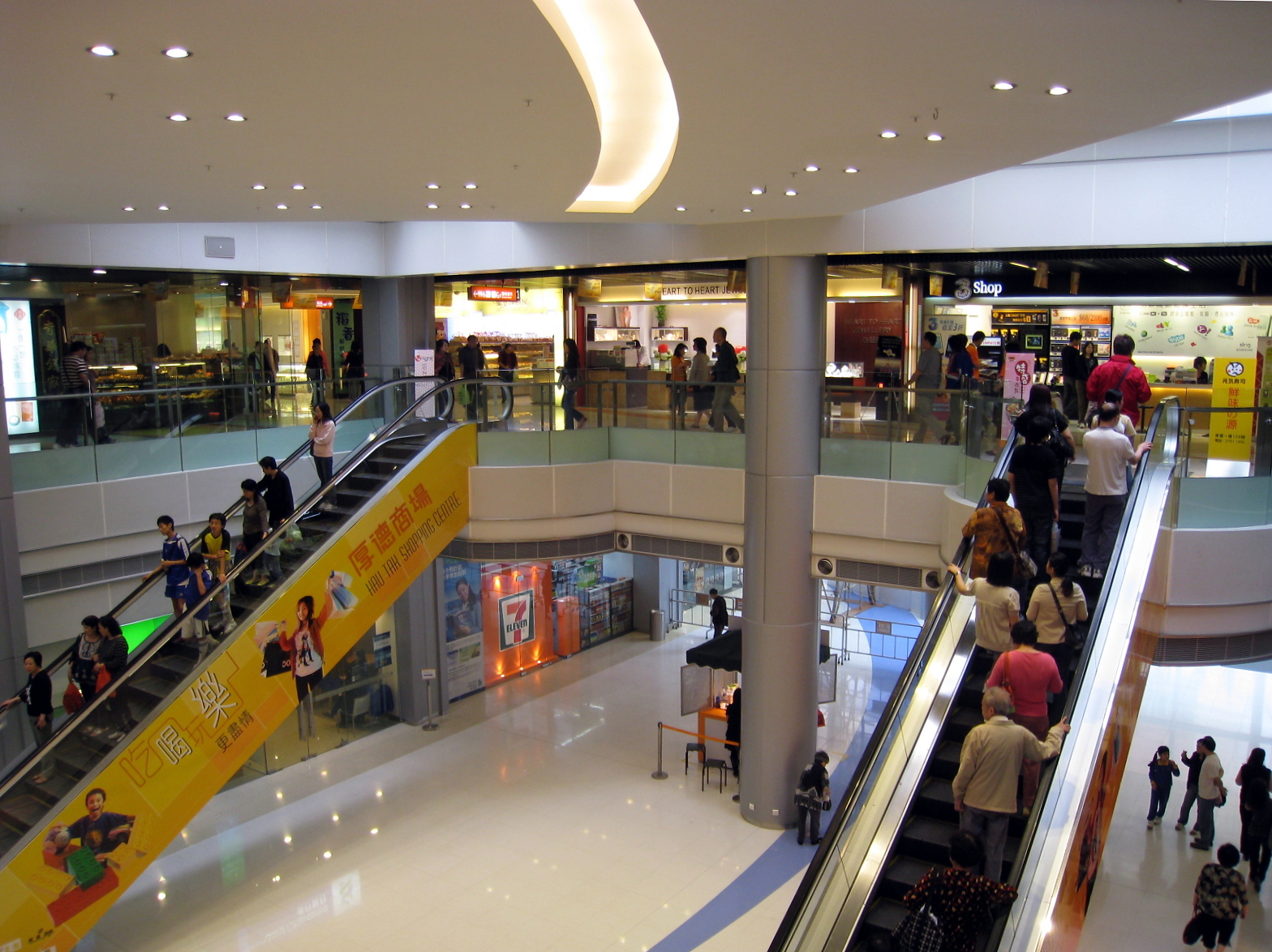
前厚德商場東翼中庭（2008年）
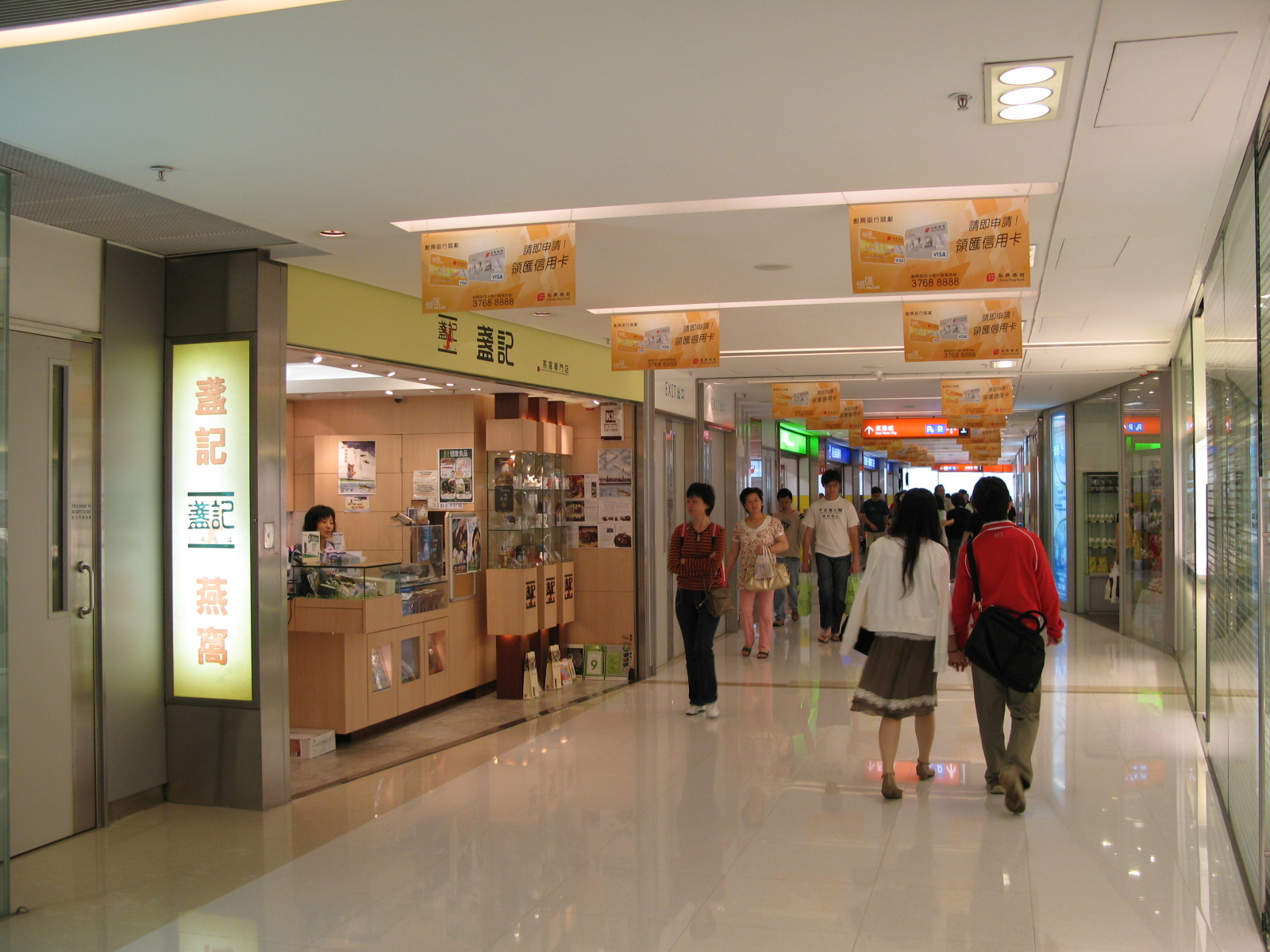
翻新後的前厚德商場東翼一樓（2008年）

## 資產提升工程

### 第一次
領展（當時名為領匯）曾經於2006年至2007年為厚德商場進行第一次大型資產提升工程，當時主要改動乃拆除稻香於地下之入口、更改街市出入口、縮小百佳超級廣場一半面積、改建八佰伴結業後丟空的空間及重組商戶組合等。此外，商場的天花指示牌亦更換成橙色燈箱，以配合當時領匯的企業顏色。

### 第二次（商場）
2015年5月，領展為商場東翼進行第二次大型資產提升工程，涉資1億7千4百萬，於2016年年底完工。工程完成後，領展將其改稱TKO Gateway，寓意作將軍澳區的門廊，於2017年1月10日隆重開幕。領展更與華納兄弟消費品部合作，攜手打造「Looney Tunes 幸福之旅」，吸引遊客到訪。

#### 東翼

##### 地下
地下商店以數間蔘茸藥材店及藥房，地產代理，渣打銀行和7-11便利店為主，客戶服務台原設於中庭，2016年翻新後搬到一樓。

##### 一樓

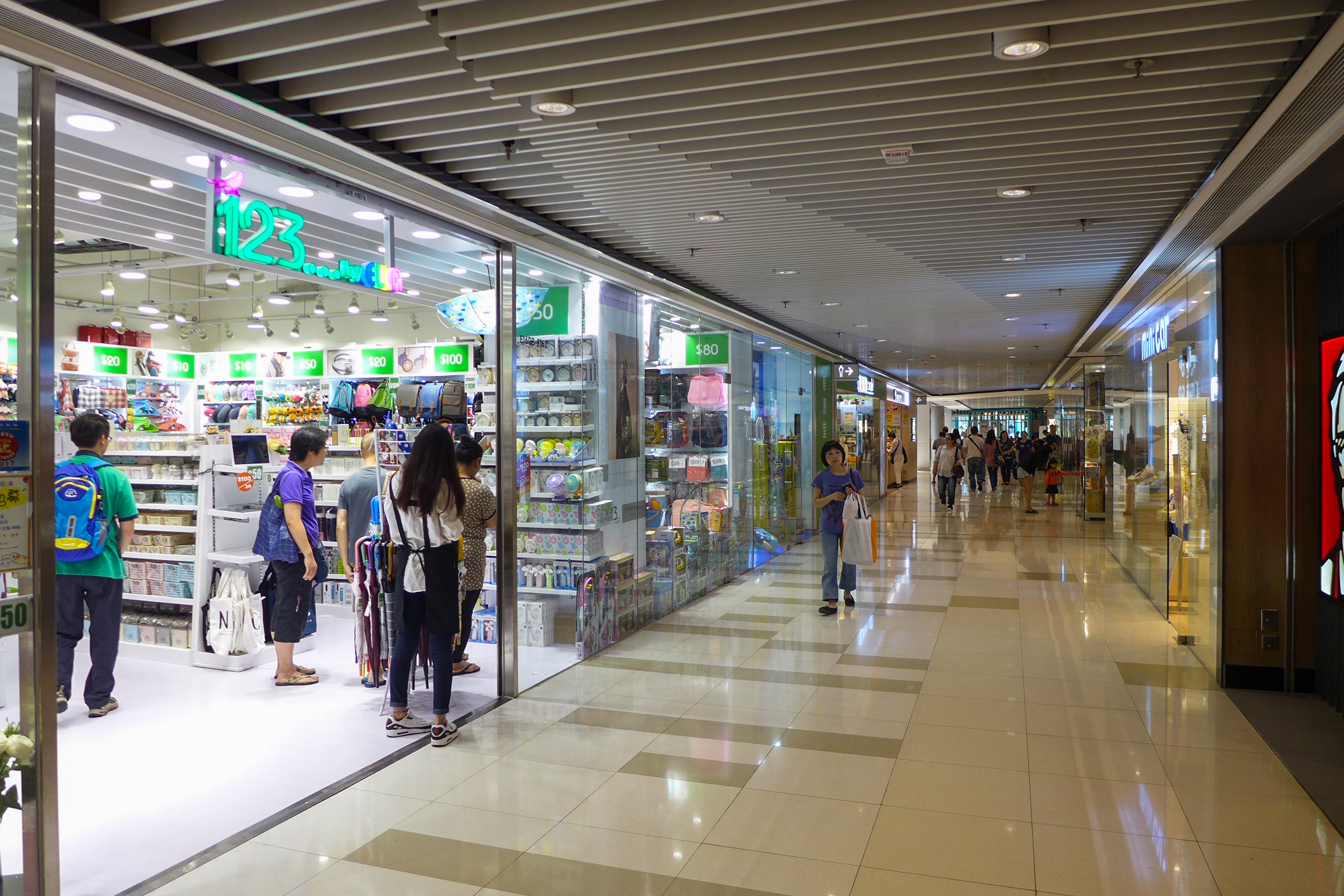
2016年翻新後的一樓東翼

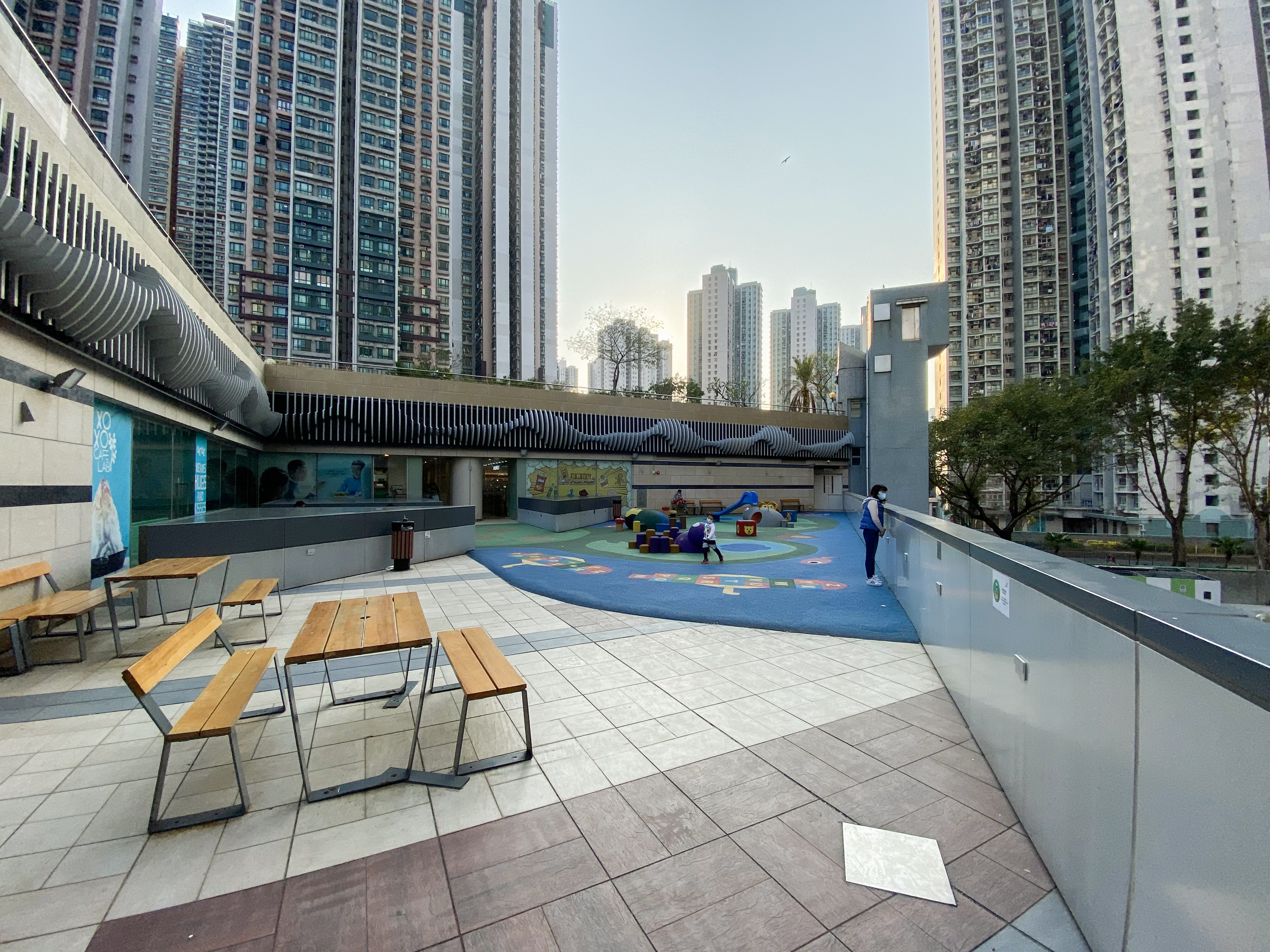
一樓東翼外的遊樂場在2019年新增

2015年3月起，領展率先開始在來往二樓扶手電梯的位置及附近鋪位進行還原工程。當中聖安娜餅屋、中國移動、香港寬頻及Jeanswest均陸續遷出，配合二樓的稻香超級漁港及迎囍大酒樓的同步遷出，然後隨即圍封受影響範圍，並進行重新裝修及間隔工程。
在此次工程中，原有隔着一樓通道及來往二樓的扶手電梯的牆璧被打通，並擴大了扶手電梯外公眾通道的面積，亦更換了受影響範圍內的天花板及地板。
受影響範圍經重新間隔後，得來兩個位處扶手電梯兩旁的全新鋪位（E146 & E147），由M3 Sports及百佳超級廣場（麵包、餅亁及糖果部門）承租，先後於2015年11月及2016年1月中開幕。
隨着百佳超級廣場新店開幕，領展先後收回百佳超級廣場舊位、美心小品以及唐記包點的鋪位，並封閉原有停車場通道、男、女洗手間，以及暢通易達洗手間的位置，然後隨即圍封受影響範圍，並進行還原工程。
在此次工程中，上述三個鋪位，與原有停車場通道及洗手間位置互相打通，並在前唐記包點位置設置全新客戶服務中心、女洗手間及育嬰間，於升降機旁設有全新暢通易達洗手間，以及於原有百佳後門通道設有全新男洗手間。此外，除原有百佳門口、停車場通道及美心小品鋪位經重新間隔外，亦打通了兩條全新通道，分別位於停車場門口至東港城天橋，以及升降機至前述通道，通道兩旁皆設有全新鋪位，於2016年10月開放使用。
翻新後開設15間商店，包括123... by ELLA、Alliya、Baby Choice、Chow Chow、EG Mix & Match、J.Closet、你想Teen地、科泰表行、中國移動、華潤堂、盞記、美心小品、翠華餐廳及肯德基，陸續於2016年10月起開幕。

##### 二樓

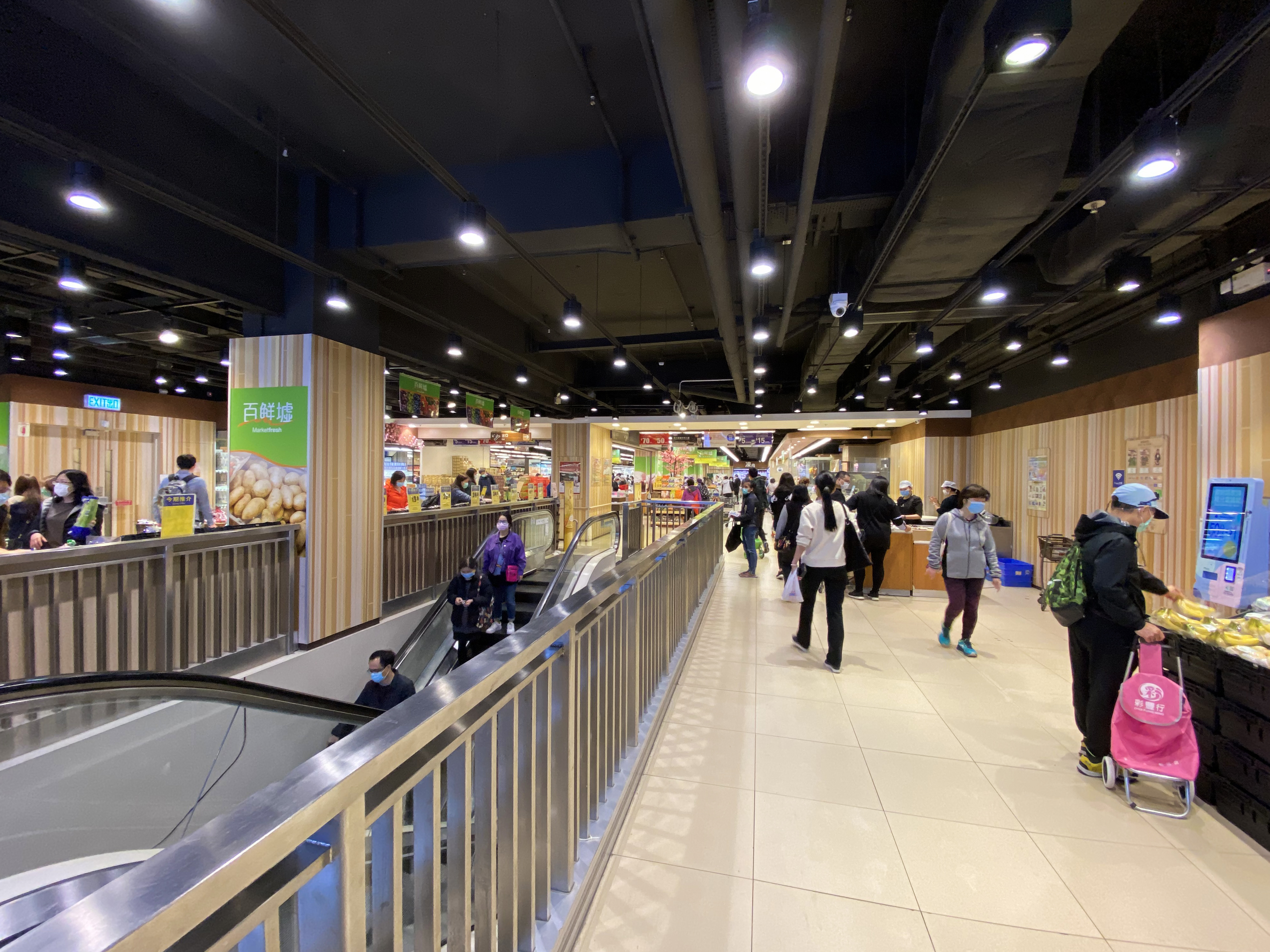
二樓全層為百佳超級廣場

2015年5月，隨著稻香超級漁港及迎喜大酒樓遷出（其中稻香遷往鄰近的南豐廣場繼續營業），圍封二樓全層並進行還原工程。此次工程中，二樓樓面進行重新間隔及裝修後，全新鋪位（E203）由百佳超級廣場承租，用作售賣新鮮食品、有機食品、糧油雜貨及家居用品的部門，於2016年1月中開幕。
2016年7月，因應東港城Taste分店被業主收回，宣佈於8月14日結束營業。百佳超級廣場進行擴充工程，當中包括縮小兩大貨倉面積、店鋪格局重整、增加收銀處數目等，於8月中旬完成。

#### 西翼

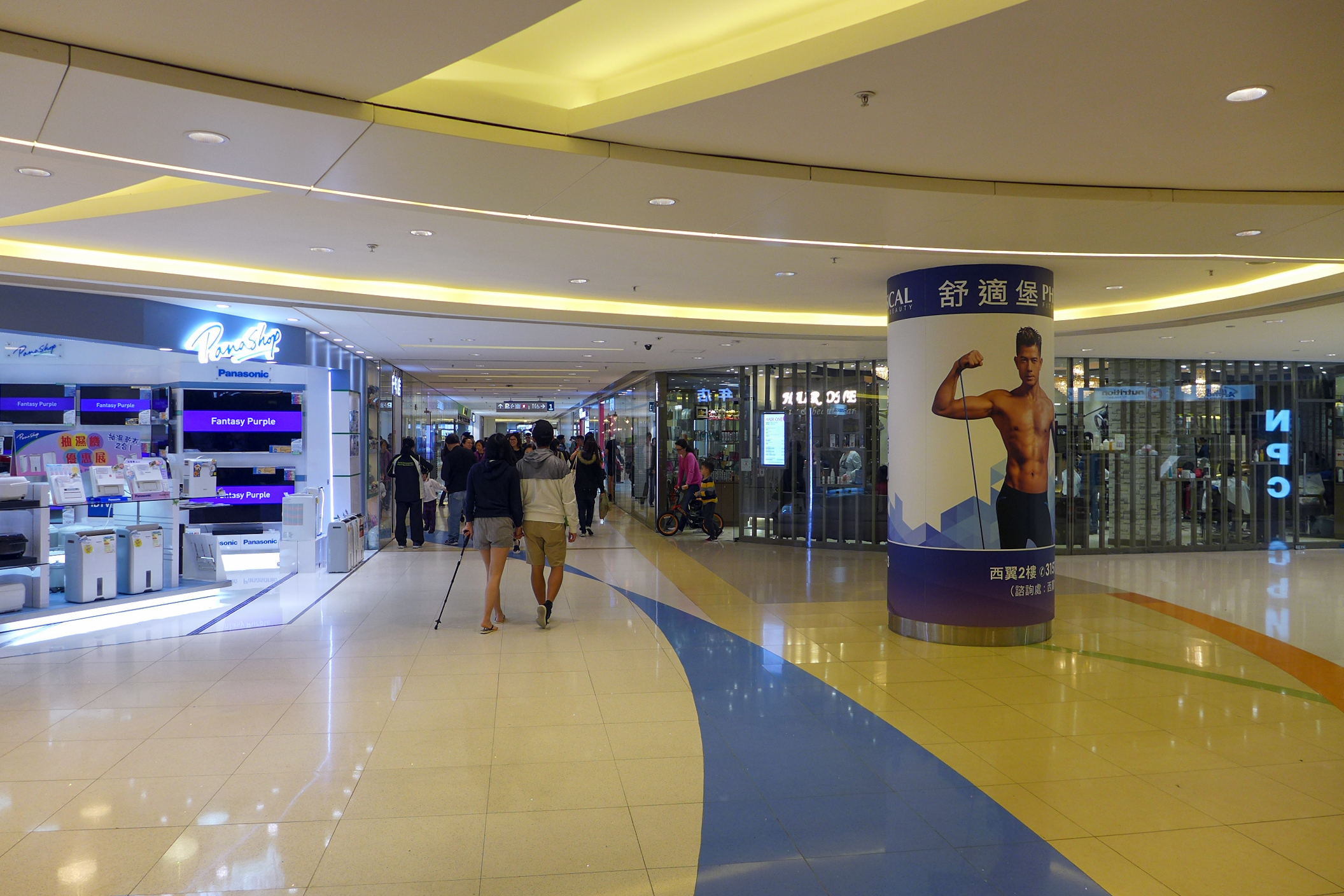
2016年翻新後的一樓西翼

##### 一樓
2015年3月起，一樓中庭周圍的鋪位及公眾通道進行還原工程。其中活力眼鏡、菲碧美容健美中心、生活提案、創興銀行、千年店及奇異店均陸續遷出，然後隨即圍封受影響範圍，並進行重新裝修及間隔工程。
在此次工程中，沿着一樓中庭鋪位外的公眾通道面積被縮小，而中庭的假天花、受影響範圍內的地板及天花板亦予以更換。受影響範圍經重新間隔後，得來的全新四個鋪位（W102-W105）由麥當勞 / McCafé、美心MX、吉野家及品味1+1承租，陸續於2015年10月初至12月尾開幕。
2015年12月起，領展在介乎西翼1樓至天橋購物廊通道兩旁的鋪位，以及來往2樓扶手電梯的位置進行還原工程。其中吉野家、麥當勞、McCafé、Little Room、美琪、屈臣氏、豐澤電器、椰林閣、臺樓及Casablanca均全部遷出。
在此次工程中，丟空了的鋪位經重新間隔之後，得來的全新商戶有17間，包括季悅餐館、名鑽軒、Baleno、高清視力、天上野開心廚房、億世家、青越.越南優閒餐廳、電器之家、Casablanca、家多啲 HOME MORE、HAIR ONE、海馬牌、NPC 健美用品、PanaShop及千年店，陸續於2016年10月起開幕。壽司郎於2021年9月3日開幕進駐。

##### 二樓

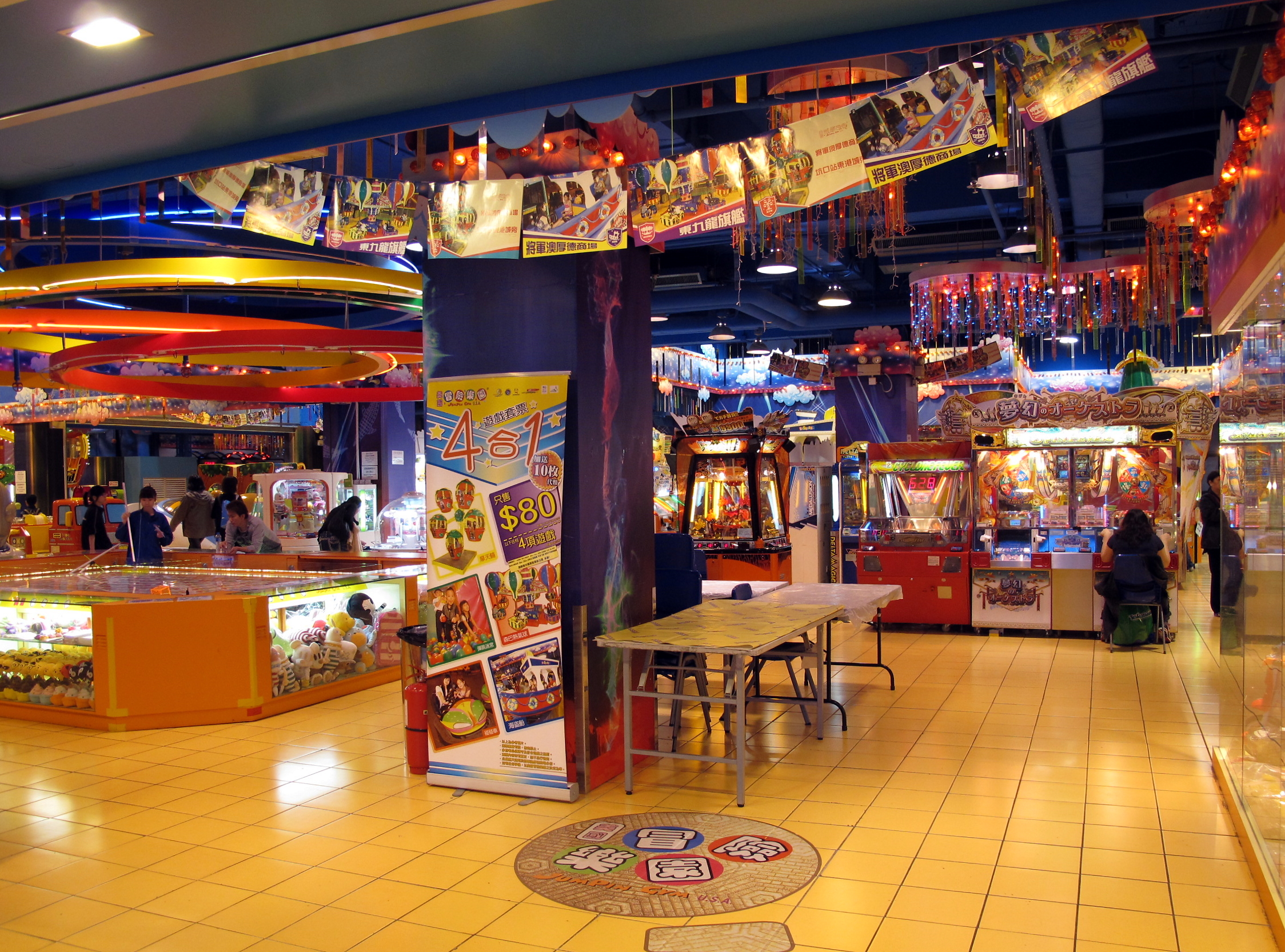
二樓全層曾經為美國冒險樂園，到2016年1月領展正式成功收回該鋪位（2012年）

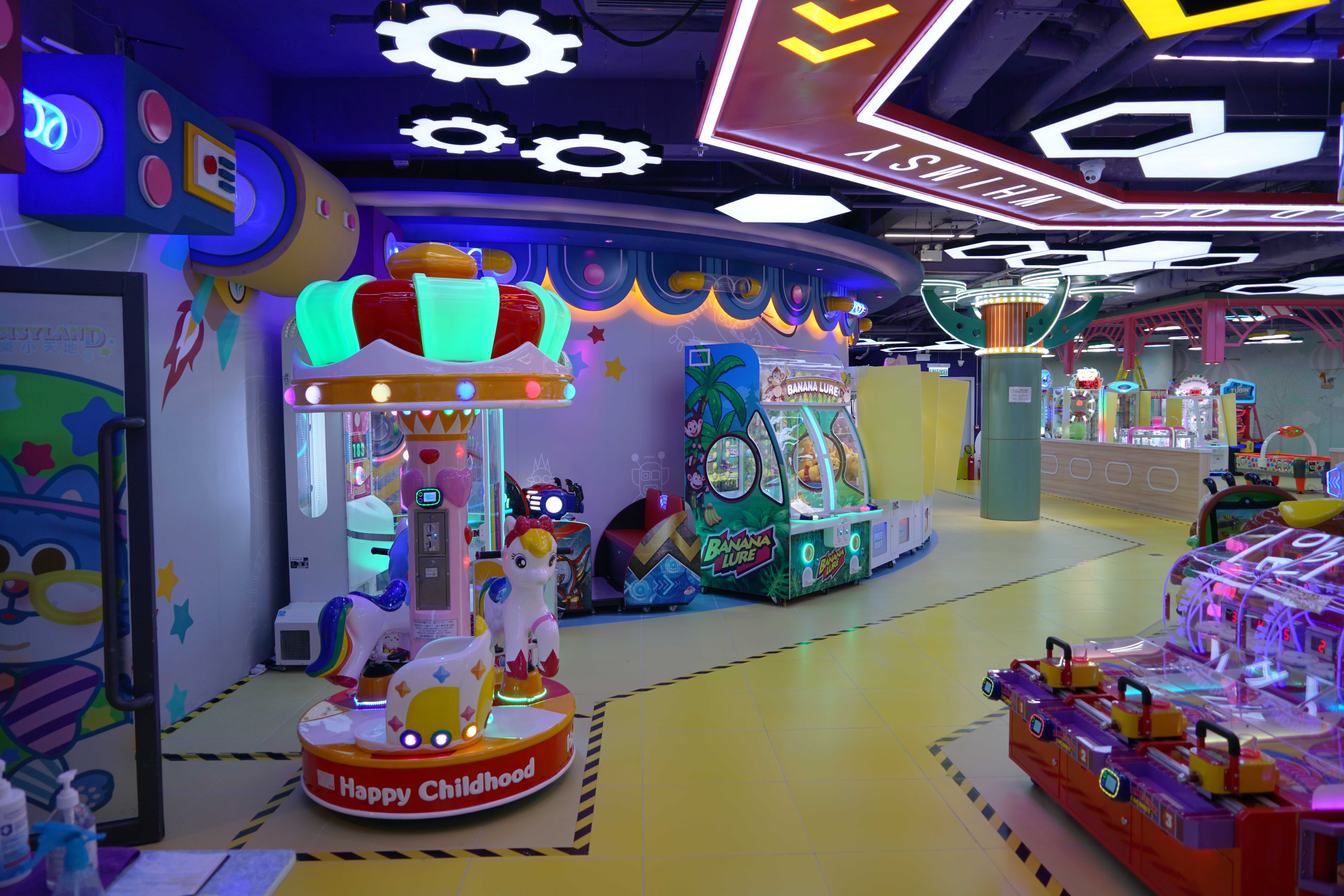
歡樂小天地坑口店

領展原定於2015年6月中收回美國冒險樂園的鋪位，以進行還原工程，亦已經於6個月前（2014年12月）通知了對方。但直至6月，冒險樂園仍不肯遷出，無視多次要求之餘，甚至將7月份租金交予領展，領展遂興訟追究。2016年1月初，領展正式成功收回該鋪位，進行還原工程。還原工程完成後，原鋪位（W201-202）租予舒適堡健身及美容中心，於2016年11月24日開業至2024年9月結業，原鋪位（W201-202）改租予大型連鎖健身公司24/7 FITNESS，佔地逾1.4萬平方呎。
另外，原醫務診所部分亦在2017年中收回，部分診所搬到商場其餘樓層營業，原舖位部分還原作停車場泊位，其餘部分租予歡樂天地，但至2020年5月仍未開業。2020年9月，歡樂天地開業，但位置非常隱蔽。

#### 商舖編號
翻新後，商舖編號改為E及W字頭，分別代表其所在位置（分別為東翼及西翼）。

#### 裝修
翻新後原本領展（前稱：領匯）所設置的天花及橙色燈箱都被更換，而原來的橙色天花指示牌亦更換為藍、白色為主的設計，以配合領展新的標誌及企業形象。

### 第三次（街市及美食區）

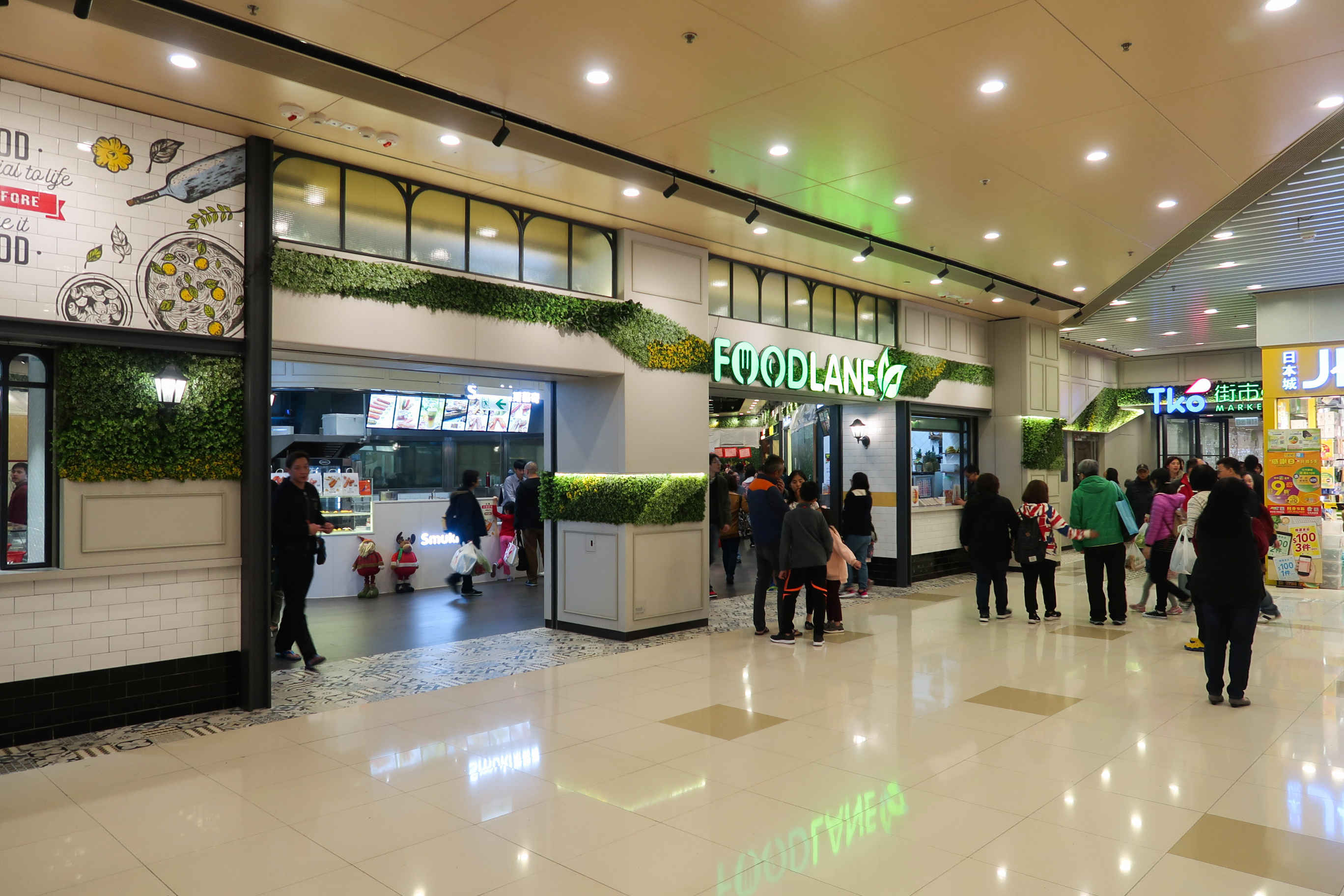
美食區FOODLANE於2017年12月正式開幕

2017年2至3月，隨著位於東翼地下的將軍澳郵政局和綠盈坊遷出，領展隨即進行為期約10個月的翻新工程，翻新後改劃作全新的美食區「FOODLANE」，於12月正式開幕。
2017年9月，領展收回原有TKO Gateway街市的所有檔位，進行為期約5個月的翻新工程，改為全新的鮮活街市「TKO街市」，於2018年1月30日正式開幕。翻新期間，領展曾經提供往返TKO Gateway及尚德街市的穿梭巴士服務，以方便顧客到街市買餸。

## 火災事件
商場及街市部份曾經發生三級火。2007年3月29日，厚德街市發生嚴重的三級火事故，火警最終歷時14個小時才撲熄，消防處共動員逾100名消防員、5條滅火喉及10隊煙帽隊協助。火災導致街市內絕大部份商店遭焚毀，而濃煙亦影響到樓上商場的30家食肆和店舖。事件發生時商場翻新工程外判商在翻新工程進行時關上消防灑水系統，最終令火勢未能在初期受到控制。街市至及後2個多月亦未能完成修復，致使商戶蒙受莫大損失，部份商戶更因此只好在街市外冒險違法擺賣。

## 協同效應
領展在2011年先後購入鄰近的南豐廣場商業部分及海悅豪園購物商場及停車場，以產生協同效應。

## 鄰近
- 港鐵坑口站
- 東港城
- 蔚藍灣畔、連理街
- 海悅豪園
- 新寶城
- 南豐廣場
- 厚德邨、頌明苑、裕明苑
- 安寧花園
- 富寧花園
- 明德邨、明德商場
- 顯明苑
- 煜明苑
- 和明苑
- 樂頤居

## 外部連結
- 厚德商場大火後商戶示威（页面存档备份，存于），YouTube，2007年4月12日
- 厚德商場地圖（页面存档备份，存于）